# S&W M1917
Le Smith&Wesson M1917 fut produit pour l’US Army durant la Première Guerre mondiale pour compléter la dotation des Colt M1911. C’est une variante du S&W New Century Hand Ejector.

## L’arme
C’est un gros revolver à double action et barillet basculant. Il tire une munition de pistolet grâce à des clips semi-circulaires. Ses organes de visée sont fixes (guidon demi-lune et cran de mire entaillé). Les plaquettes de crosse sont en noyer lisse. L’arme comporte un anneau de suspension sous la crosse. Une version commerciale dotée d’une crosse quadrillée fut vendue à partir de 1920.

## Les utilisateurs et les guerres du S&W M1917

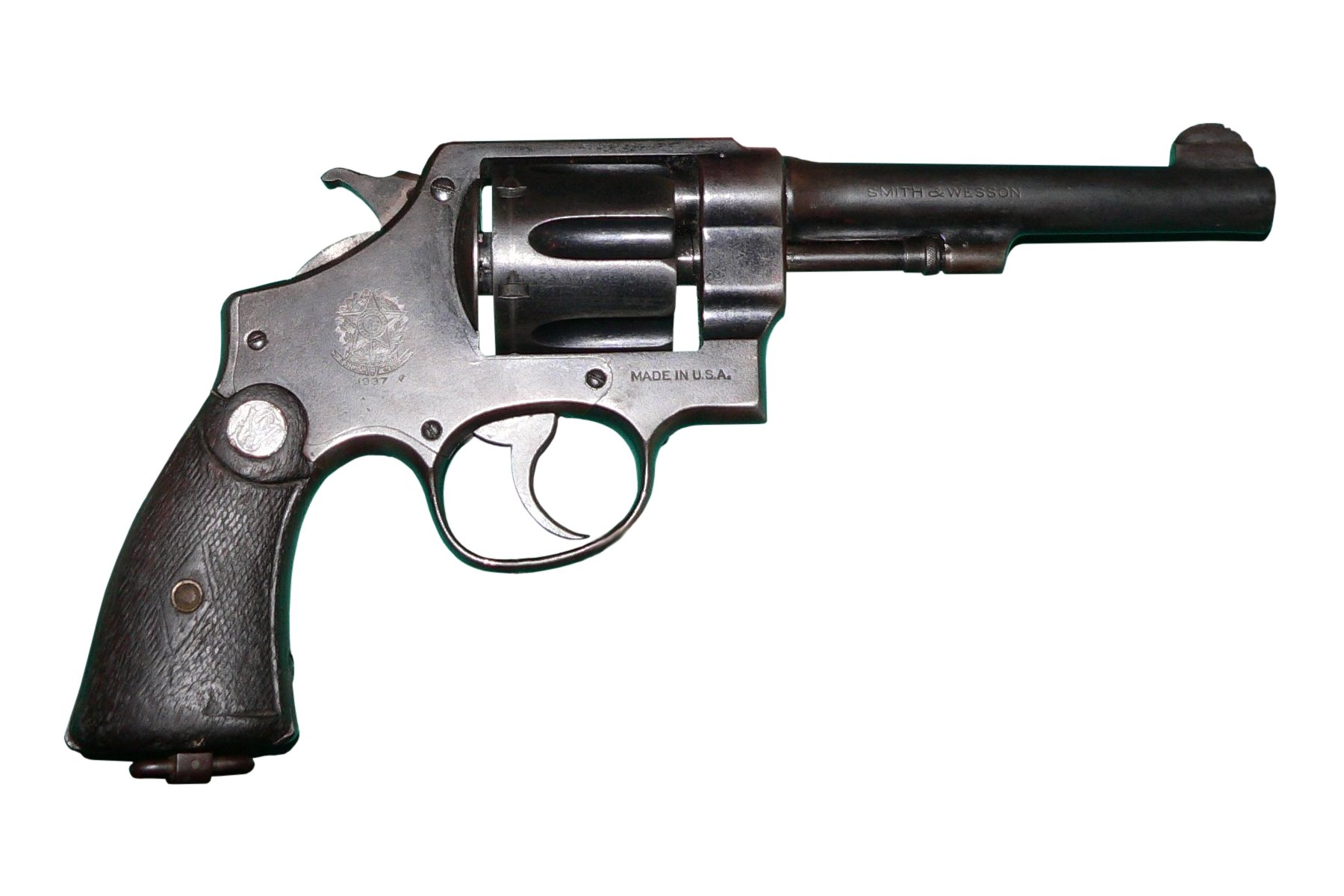
S&W M1917 vendu en 1936 au Bresil

La firme de Springfield fabriqua 153 000 revolvers M17 essentiellement pour la Police militaire lors de la Première Guerre mondiale. En 1936, 25 000 de ces armes furent revendues au Brésil. Durant la Seconde Guerre mondiale, les S&W M1917 furent fournis aux armées alliées des États-Unis et armèrent certains combattants de l'US Marine Corps et de l'US Navy lors de la Guerre du Pacifique. Au total 210 000 S&W M1917 sortirent d’usine de 1917 à 1946. Après 1945, les Marines l'utilisèrent lors de la Guerre de Corée et l'armée française également lors des guerres d'Indochine puis d'Algérie. Enfin l'ARVN en fut dotée lors de la Guerre du Viêt Nam (tout comme certains rats des tunnels).

## Dans la culture populaire
Très apprécié au cinéma, ce gros révolver apparaît notamment dans les mains de Kirk Douglas (le Colonel Dax des Sentiers de la gloire en 1958), d'Alain Delon ( Dino Baran dans Adieu l'ami),de Charles Bronson (Frank Propp dans le même film) de Vincent D'Onofrio (Dock Newton dans Le Gang des Newton), d'Eva Mendes (la fatale Sand Saref dans Le Spirit) ou de Brad Pitt (le sergent Collier, allias "War Daddy", chef de char du Sherman M4 dans Fury). Ce dernier étant agrémenté de “sweetheart grips”. Elle apparait également dans le premier épisodes des aventures d'Indiana Jones, les Aventuriers de l'Arche perdue, dans les mains d'Harrison Ford, en alternance avec un S&W Mk II Hand Ejector Second Model (version civile du M1917). À la TV, il arme un policier dans Les Aventures du jeune Indiana Jones. Dans les jeux vidéo, il fait partie de l'arsenal disponible dans Medal of Honor: Pacific Assault,Call of Cthulhu: Dark Corners of the Earth et de Sniper Elite III.

## Sources
- L. Sérandour, Les Armes de poing modernes, Balland, 1970
- R. Caranta, L'Aristocratie du Pistolet, Crépin-Leblond, 1997